# 埃季島
埃季島是挪威的小島，座標77°40′N 22°30′E / 77.667°N 22.500°E，是斯匹茲卑爾根群島第三大島嶼，面積5,073平方公里。埃季島東部被冰封，島上有北極熊和馴鹿，最高點海拔590米。